# Dahmer – Monster: The Jeffrey Dahmer Story
Dahmer – Monster: The Jeffrey Dahmer Story är en amerikansk TV-serie om seriemördaren Jeffrey Dahmer. I huvudrollen ses Evan Peters. TV-serien, som är skapad av Ryan Murphy och Ian Brennan, hade premiär på Netflix den 21 september 2022.

## Rollista (urval)
| Evan Peters     | – Jeffrey Dahmer   |
| Richard Jenkins | – Lionel Dahmer    |
| Molly Ringwald  | – Shari Dahmer     |
| Michael Learned | – Catherine Dahmer |
| Niecy Nash      | – Glenda Cleveland |

### Webbkällor
- O'Connor, Roisin (26 mars 2021). ”Monster: The Jeffrey Dahmer Story: Evan Peters to play infamous serial killer in Ryan Murphy series”. The Independent. https://www.independent.co.uk/arts-entertainment/tv/news/monster-the-jeffrey-dahmer-story-netflix-b1823232.html. Läst 3 oktober 2022.